# Bjännsjön
För andra betydelser, se Bjännsjön (olika betydelser).
Bjännsjön är en sjö cirka 15 kilometer väster om Umeå i Umeå kommun i Västerbotten som ingår i Umeälven-Hörnåns kustområde. Sjön är 5,7 meter djup, har en yta på 2,78 kvadratkilometer och befinner sig 82 meter över havet. Sjön är cirka 5 kilometer lång och (som mest) 2 kilometer bred, och den omges av tätorten Yttersjö samt byarna  Innersjö, Degersjö och Bjännsjö. Sjöns viktigaste tillflöde är Svartbäcken från norr och den avvattnas av Norrmjöleån i söder. Vid provfiske har abborre, braxen, gädda och mört fångats i sjön.

## Delavrinningsområde
Bjännsjön ingår i delavrinningsområde (708335-170652) som SMHI kallar för Utloppet av Bjännsjön. Medelhöjden är 100 meter över havet och ytan är 14,44 kvadratkilometer. Räknas de 5 avrinningsområdena uppströms in blir den ackumulerade arean 23,23 kvadratkilometer. Avrinningsområdets utflöde Norrmjöleån mynnar i havet. Avrinningsområdet består mestadels av skog (53 procent) och öppen mark (11 procent). Avrinningsområdet har 3,04 kvadratkilometer vattenytor vilket ger det en sjöprocent på 21,1 procent.